# The Best of Kiss, Volume 3: The Millennium Collection
The Best of Kiss, Volume 3: The Millennium Collection è una compilation del gruppo hard rock statunitense Kiss, pubblicata il 10 ottobre 2006. Contiene i migliori brani registrati dal gruppo durante gli anni novanta.

## Tracce
1. God Gave Rock 'N Roll to You II
2. Unholy
3. Domino (live)
4. Hate
5. Childhood's End
6. I Will Be There
7. Comin' Home (live acustica)
8. Got to Choose (live acustica)
9. Psycho Circus
10. Into the Void
11. I Pledge Allegiance to the State of Rock and Roll
12. Nothing Can Keep Me From You

## Formazione
- Gene Simmons - voce, basso
- Paul Stanley - voce, chitarra ritmica
- Eric Singer - batteria, voce
- Bruce Kulick - chitarra solista

### Altri musicisti
- Eric Carr - voce nella traccia 1
- Ace Frehley - chitarra e voce nella traccia 10
- Peter Criss - batteria nella traccia 10
- Kevin Valentine - batteria nelle tracce 9 e 11
- Tommy Thayer - chitarra nelle tracce 9 e 11